# Plectiscidea canaliculata
Plectiscidea canaliculata là một loài tò vò trong họ Ichneumonidae.